# Prentenverzameling Guy van Hoorebeke
De Prentenverzameling Guy van Hoorebeke is een verzameling etsen en gravures bijeengebracht door de Belgische prenthandelaar Guy Van Hoorebeke. De collectie van ruim 2.400 prenten is sinds 2014 in het bezit van het Prentenkabinet Musea Brugge. 

## Aanwinst collectie Guy Van Hoorebeke
In 2014 nam Musea Brugge de collectie grafiek van de gerenommeerde Brugse prenthandelaar en -verzamelaar Guy Van Hoorebeke over als gedeeltelijke aankoop, gedeeltelijke schenking. De kunstbibliotheek van Van Hoorebeke werd hierbij ook overgebracht naar het Prentenkabinet Musea Brugge. In 2015-2016 werden de hoogtepunten van de Van Hoorebeke collectie tentoongesteld in het Arentshuis. De bevindingen van het onderzoek voor de tentoonstelling, evenals een interview met Guy Van Hoorebeke, zijn gepubliceerd in een themanummer van het Museumbulletin van Musea Brugge genaamd inDRUKwekkend (37ste jaargang, januari-maart 2017).   

## Ontstaan van de collectie
Guy Van Hoorebeke vestigde zich in 1979 samen met zijn vrouw in Brugge waar zij twee jaar later hun prenthandel begonnen. Binnen enkele jaren wist Van Hoorebeke zich te profileren tot een vooraanstaand prenthandelaar met een sterk oog voor hoogstaande etsen en gravures. In 1984 werd hij lid van de New York Fine Print Dealers Association en begon hij met deelnemen aan internationale kunstbeurzen. Hierop volgend breidde zijn klantenkring uit van erfgoedamateurs naar professionele instellingen als Museum Boijmans Van Beuningen in Rotterdam, het British Museum in Londen en het Museum of Fine Arts in Boston. Met de Iconographie van Antoon van Dyck, bestaande uit een reeks portretten van belangrijke vorsten, militairen, geleerden en kunstenaars, als eerste aankoop voor zijn prentverzameling legde Van Hoorebeke de lat meteen hoog. In de daarop volgende jaren vulde hij zijn verzameling aan met oude meesters als Lucas van Leyden, Pieter Bruegel de Oude en Giovanni Battista Piranesi. Ondanks dat de nadruk vooral ligt op deze oude meesters kocht hij ook werken van onder meer Francisco de Goya, Henri de Toulouse-Lautrec, Fernand Khnopff, James Ensor, Frans Masereel, Mortimer Menpes en Jules de Bruycker. Enkele vooraanstaande veilingen waar Van Hoorebeke aankopen heeft gedaan zijn die van de hertogen van Devonshire en van de Fürst zu Fürstenberg. Guy Van Hoorebeke stopte in 2004 met zijn kunsthandel in Brugge maar bleef zich wijden tot het verzamelen van prenten tot de overname in 2014 door Musea Brugge.